# Imelda de' Lambertazzi
Imelda de' Lambertazzi (título original en italiano; en español, Imelda de Lambertazzi) es una ópera en dos actos con música de Gaetano Donizetti y libreto de Andrea Leone Tottola. La ópera, compuesta en el curso del año 1830, se estrenó el 5 de septiembre del mismo año (el primer Bonifacio fue Antonio Tamburini).
Esta ópera tuvo poco éxito, como testimonian solo tres repeticiones, y logró escasa fama: fue repuesta sólo en Nápoles al año siguiente, en Venecia y en España en el año 1840. Incluso hoy en día la ópera se representa poco, las únicas fechas son el 1989, con Floriana Sovilla protagonista, y en el año 2007 en Londres, siendo grabada el mismo año por el sello discográfico Opera Rara. Sin embargo, ambas representaciones fueron  en forma de concierto.